# Chirurgia Magna
(Bruno da Longobucco)
Chirurgia Magna è l'opera maggiore di Bruno da Longobucco (Longobucco, inizio Duecento - Padova, 1286). Essa è composta da 2 libri, ognuno contenente 20 capitoli, "al fine di poter facilmente trovare quanto si cerca".
L'opera, completata nel 1253, fu stampata per la prima volta a Venezia nel 1498 in una edizione che raccoglie testi di diversi autori, la Cyrurgia Guidonis de Cauliaco et Cyrurgia Bruni Theodorici Rogerii Rolandi Bertapalie Lanfranci, ed ebbe successive ristampe nel 1499, 1513, 1519, 1546 e nel 1549.
Anche se Bruno si riporta, già dall'inizio, ai nomi dei grandi medici del passato, quali Galeno, o di grandi medici arabi, quali Avicenna, Almesur, Albucasi, Alì Abbas, non si può negare che in certi punti dell'opera vi siano concetti di considerevole originalità. La prosa del libro è "aulica e curiale", come si usava nel tempo, ma l'impostazione della materia è nuova e pratica, fuori dai canoni comuni. Il discorso è scorrevole, facile e la sua interpretazione è chiara.

## Strumentario usato da Bruno
Gli strumenti usati da Bruno sono quelli riportati nel testo di Albucasi ma è da ritenere che una parte di essi siano di sua personale invenzione, come mostrano alcune iconografie riportate nella sua opera.

## Definizione di Chirurgia data da Bruno
Bruno considera la chirurgia come lo strumento "mediante la quale il medico può attaccare le cause delle malattie". Ai fini della guarigione egli propone tre tappe fondamentali: la dieta, la pozione e la chirurgia.
Infatti, per praticare la chirurgia è necessario " frequentare luoghi in cui operino abili chirurghi, di cui bisogna seguire a lungo e diligentemente la pratica. Né si deve essere temerari né audaci, specie negli interventi delicati sul cervello. Siano i chirurghi, anche amanti delle lettere, poiché l'illetterato può solo a fatica imparare quest'Arte. Coloro che operano senza attenzione ed intelligenza sono, la maggior parte, idioti, rozzi, e stolti".
Vi è differenza tra la chirurgia della carne, quella dell'osso, quella dei nervi, quella delle vene ed altro. La chirurgia che si pratica sulle parti molli o sulla carne, si distingue in "scarnificazione, incisione, sutura"; e quella sulle vene si chiama "flebotomia". Molte di queste pratiche sono disdegnate dai medici, perché indecorose ed abbandonate nelle mani dei barbieri.

## I libro
Dal capitolo I al XIII Bruno tratta delle "ferite", campo di maggiore applicazione dei chirurghi medievali, visto che lance, coltelli, sciabole ed altri mezzi taglienti erano le sole armi che potevano lesionare le parti del corpo. Nei restanti capitoli vengono trattate, invece, patologie che necessitano un intervento chirurgico.
Nel I capitolo introduce la netta divisione tra "la soluzione di continuo", ossia la ferita, "semplice e la soluzione di continuo composta". Egli spiega come la soluzione semplice sia quella in cui non vi è taglio, si può curare solo attraverso una semplice procedura, poiché consiste nell'unione delle parti staccate; la soluzione composta, invece, è la ferita nella quale esiste la perdita di "sostanza" e prevede la scelta di due tipi di cure: l'unione delle parti staccate e la rigenerazione della sostanza perduta. Questa descrizione, certo non originale, di Bruno, è stata presa dagli Antichi.
Nel II capitolo tratta le ferite che riguardano le vene e le arterie e i rispettivi processi di cicatrizzazione.
Nel III capitolo descrive i diversi tipi di ferite: piccole, medie o grandi, superficiali, profonde o penetranti, secondo le caratteristiche dello strumento, alcune a profondità nascosta per l'acutezza della punta. La gravità della ferita dipende anche dalla sede. Può essere chiamata ferita solo se è recente, altrimenti se è vecchia e non cicatrizza o è coperta di pus, allora è chiamata "ulcera" o "piaga putrida". Vi sono due modi per operare sulle ferite: 1) se la ferita è di piccole dimensioni non presenta necessità di essere curata tranne se non presenta emorragia; se vi è abbondante flusso di sangue, va arrestato per evitare la formazione di "apustema" caldo. Solo dopo bisogna estrarre dalla ferita il corpo penetrante. 2) se la ferita è profonda vanno somministrate medicine che facciano nascere il pus, poiché essa ha bisogno di cicatrizzare. 
Bruno, inoltre, si raccomanda che durante la sutura non cadano né peli, né olio, né altre cose poiché queste non permetterebbero l'unione dei due lembi della ferita. Descrive il modo di fasciare la ferita, partendo dall'alto e stringendo nella parte più profonda e sanguinante per evitare la formazione dell'ascesso. Precisa che la sutura deve restare per 8 giorni, cosicché la ferita guarisca lentamente. Particolare attenzione va posta nelle suture del viso per favorire una perfetta guarigione ed impedire cicatrici deturpanti.
Il IV capitolo riguarda la riduzione dell'intestino e dell'omento e delle ferite dell'intestino e di tutte quelle penetranti nel corpo. Egli propone quattro tappe:
1) ricondurre l'intestino in sede; 2) suturare l'addome; 3) applicare unguenti e medicativi sulla ferita; 4) chiarire se l'intestino è tumefatto o freddo senza sangue. Quest'ultimo punto richiede maggiore attenzione poiché se vi è tumefazione si applicano spugne di acqua calda di lino; se si incontra difficoltà a ridurre l'intestino in cavità si adotti il metodo di Galeno e Ippocrate, sospendendo il paziente in un bagno, tenendolo per mani e piedi. Se nemmeno tale tipo di manovra funziona si allarghi la ferita con un taglio più grande. Infine dà indicazioni sul posizionamento del paziente a letto in rapporto alla sede della ferita. La particolarità del capitolo sta nel fatto che Bruno suggerisce di lasciare aperta la ferita appena dopo la manovra, senza richiudere subito, al contrario di come insegnavano i suoi maestri.
Il V capitolo riguarda le ferite dei nervi. Per "nervo" non si intendeva solo il nervo vero e proprio, ma anche il tendine ed il legamento: proprio per questo Bruno attribuisce loro un'alta sensibilità sul cervello, così da produrre spasmi. Questi ultimi possono essere evitati se la ferita rimane aperta finché l'infezione non è uscita completamente e il dolore si è alleviato.
Nel VI capitolo si parla dei giudizi di morte. Bruno riporta gli organi che feriti possono portare alla morte: la vescica, il cervello, il cuore, i reni, il fegato, il diaframma, il polmone, lo stomaco e ciò che risponde agli "aforismi" di Ippocrate, il quale elenca gli stessi organi. Se questi vengono feriti provocano sudore alle estremità (che corrisponde al quadro dello shock).
Nel VII capitolo si descrivono ferite secondarie e contusioni.
Nel VIII capitolo si discute riguardo alla lenta guarigione di alcune ferite e alle precauzione nella loro cura.
Nei capitoli IX, X, XI si tratta delle medicine che fanno nascere il pus, medicine che fanno nascere la carne, cure delle ferite e delle ulcere. Infatti tra i rimedi per far nascere pus ci sono "frumento aromatizzato col mastice, malvavischio, semi di lino, fieno greco, fichi secchi, grasso di maiale e simili". Tra le medicine che fanno nascere la carne si distinguono quelle rigenerative della carne, quelle incarnative, altre agglutinanti, altre consolidanti, sigillanti e cicatrizzanti. Tra le ultime tre non c'è nessuna differenza, come non c'è differenza tra quelle incarnative e quelle agglutinanti. Nella cura delle ferite e delle ulcere è importante apportare principi essiccanti dall'inizio alla fine della terapia. Naturalmente viene ribadita più volte l'importanza della detersione della ferita ai fini della buona guarigione.
Nel  XII capitolo si tratta delle emorragie nella ferita. Secondo Bruno per frenare l'emorragia conviene o operare mediante legatura dei vasi sanguinanti o causticazione dei bordi e del fondo della ferita. Egli pone la differenza tra le vene, dalle quali, se ferite, esce sangue senza zampillo, e le arterie da cui, invece, fuoriesce il sangue per pulsazioni con zampillo. Le ferite delle arterie possono essere mortali, mentre quelle delle vene sono molto meno gravi.
Nel XIII capitolo si tratta della estrazione dei dardi, frecce e giavellotti. Bruno comincia con la descrizione delle armi lesive, della loro conformazione e della loro struttura e del modo di conficcarsi nel corpo. Infatti bisogna distinguere se la freccia è in legno, se la ferita è troppo stretta per poter far entrare le pinze, se è superficiale o profonda. In ognuna di queste situazioni bisogna operare in modo diverso. Bisogna tener conto se la faccia è velenosa o meno. Essa è velenosa quando il colore della carne appare livido e scuro, bisogna scavare tutta la carne nella quale essa si trova e curarla attraverso una soluzione emolliente, data con ammonio misto miele o cipolla di narciso tritato con miele, rana scorticata, granchio tritato o lucertole.
Nel XIV capitolo tratta della cura delle ulcere. "Le ulcere si generano da ferite e ascessi corrotti pustolosi[...], si chiama ulcera perché la soluzione di continuità crea sangue corrotto più di quanto occorra ed emette pus da ogni parte[...]. Il pus di tipo sottile è chiamato infezione, mentre di tipo grosso è detto sordizie(bianco e coagulato, o tendente al color nero o come la feccia). L'infezione si può togliere attraverso la sottigliezza di umori acquosi e caldi[...]. Ogni fistola o cancro può essere chiamata ulcera, ma non il contrario [...]. Le medicine che essiccano le ulcere virulente essiccando l'infezione sono, per esempio, fiori di melograno selvatico, galle, allume, corteccia di melograno, corteccia di incenso, litagirio, fiore di papavero rosso, farina d'orzo, abluzione d'acqua di mare, acqua d'allume e origano.
Nel XV capitolo tratta della cura delle fistole. Bruno definisce la "fistola" un'ulcera profonda, angusta con nodosità e durezza della carne. Le fistole si distinguono in fistole situate in "membra molli"(come la carne, mediamente dolorose); altre in "membra medie"(come nei nervi, dolorosissime); altre in "membra dure"(come le ossa, per niente dolorose).
Nel XVI capitolo tratta della cura del cancro. L'autore dimostra di non avere grandi conoscenze su tale patologia e sul modo di affrontarle, per cui riporta idee dei vecchi autori.
Nel XVII capitolo tratta della frattura del cranio. Bruno classifica le ferite, proponendo ulteriori metodologie di trattamento, le quali fanno pensare che egli aveva fatto esperienza personale. Tratta della trapanazione cranica e delle fratture con avvallamento della volta cranica che vanno affrontati risollevando gli avvallamenti ossei per evitare danni al cervello, soprattutto stando attenti a non danneggiare le meningi. Seguono consigli sul trattamento postoperatorio e sulla dieta.
Nel XVIII capitolo tratta delle fratture in genere.
Nel XIX capitolo tratta delle fratture delle singole ossa, creando per ognuna di essa dei sottocapitoli(rubriche).
Nel XX capitolo tratta delle lussazioni; sono capitoli molto descrittivi, che riportano le idee e i concetti degli antichi.
Bruno non aggiunge nuove idee all'argomento, ma dimostra di conoscere bene la materia in tutta la sua vastità e di saper affrontare la riduzione delle fratture e delle lussazioni, il loro contenimento mediante fasciature diverse per ciascuna frattura.

## II libro
In esso Bruno si addentra nel mondo della patologia chirurgica. Nei primi dieci capitoli tratta delle malattie dei diversi organi ed apparati come le malattie che interessano gli occhi (creando appositamente 12 rubriche), le infiammazioni delle mucose nasali, le malattie delle labbra, della bocca e della gola (affrontate in 9 rubriche), il mal d'orecchie, la sporgenza e la rottura del peritoneo.
Nel XI capitolo affronta l'ernia del testicolo, la quale può essere acquosa, ventosa o carnosa. L'ernia acquosa viene spiegata come aggregazione di umidità; l'ernia ventosa si riconosce dall'estensione senza peso; l'ernia carnosa si presenta con pesantezza, durezza e poco dolore.
Nel XII capitolo affronta il delicato tema della castrazione degli uomini, pratica frequente nel Medioevo per preparare uomini innocui che custodissero le donne dei soldati in guerra. Tale pratica veniva eseguita per schiacciamento o per taglio.
Nel XIII capitolo seguono alcune nozioni sull'ermafroditismo, di cui si conosceva veramente poco nel passato.
Nel XIV capitolo tratta delle verruche, dei porri, di cui richiama solo la cura chirurgica di asportazione. Secondo Bruno alcune di queste sono dure, altre molli; quelle dure sono nere per la presenza di bile nera; quelle molli, invece, sono causate dal muco. Si curano purgando l'umore che le ha fatte nascere.
Nel XV capitolo affronta le emorroidi, la cui causa è data "dall'estensione e dal gonfiore che proviene da quel tipo di umore che porta alla distruzione delle vene". Si può curare con un salasso della vena basilica e operare un'estrazione.
Nel XVI capitolo tratta delle fistole dell'ano, argomento trattato in modo innovativo, visto che secondo Bruno la ferita deve essere lasciata aperta ad essiccare.
Nel XVII capitolo tratta del calcolo vescicale e del modo di estrarlo. Bruno descrive l'intervento per via uretrale e per via perineale. La ferita rimane aperta per favorire l'uscita di calcoli minori.
Nel XVIII capitolo tratta dei vari tipi di "cauteri", ferro rovente che costituiva lo strumento più usato per trattare quasi tutte le malattie.
Nel XIX capitolo tratta delle bruciature da acqua e olio bollente, consigliando di "impedire la vescicazione e di aggiustare ciò che è stato bruciato".
Nel XX capitolo affronta lo spasmo generato dalle ferite. Bruno definisce lo spasmo come una malattia nervosa. "Esistono tre tipi di spasmo, emprostotono, cioè anteriore perché tocca solo la parte davanti, opistotono, cioè posteriore, e tetano, che li comprende entrambi."